# Escola Prática de Combate Aéreo

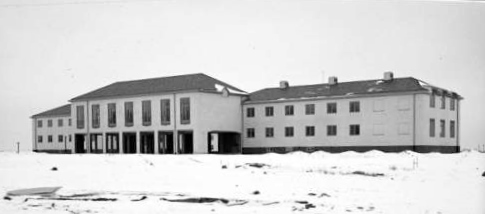
Instalações dos Cadetes da Força Aérea

A Escola Prática de Combate Aéreo (em sueco: Luftstridsskolan; também designada como LSS) é uma escola prática da Força Aérea da Suécia, instalada no aeroporto militar de Uppsala-Ärna, situado no norte da cidade de Uppsala.

Este estabelecimento de ensino forma pessoal para tarefas de combate, desenvolve materiais e métodos de combate, e executa vigilância contínua do espaço aéreo sueco. 

Pertence à Guarnição Militar de Uppsala, na qual tem a função de coordenação.

O pessoal deste estabelecimento de ensino é constituído por 350 efetivos, incluindo oficiais profissionais, militares em serviço permanente e funcionários civis.

A Escola de Combate Aéreo superintende quatro escolas da Força Aérea: a Escola de Voo (Linköping), a Escola de Gestão de Combate e Vigilância Aérea, a Escola de Comando Aéreo e a Escola de Comando Básico.